# Pala degli Otto
La Pala degli Otto (Retablo de los Ocho) o Madonna con el Niño y cuatro santos es una pintura al temple sobre tabla de 355 x 255 cm de Filippino Lippi, datada el 20 de febrero de 1486 (sobre la tabla está escrito 1485, pero según el antiguo año florentino) y conservada en los Uffizi de Florencia.

## Historia
La obra se pintó para la sala de los Otto di Pratica (los ocho magistrados que juzgaban los crímenes y delitos) del Palacio Vecchio. El mismo retablo había sido primero encargado a Leonardo da Vinci, que el 10 de enero de 1478 había recibido quince florines como anticipo, pero luego pasó a Domenico Ghirlandaio y finalmente a Filippino Lippi, que lo completó en 1486. Para el pago fue requerido Lorenzo el Magnífico como estimador, que valoró la tabla en 1200 liras.
La pintura permanece en los Uffizi desde 1782.

## Descripción y estilo
Se trata de una sacra conversación. La Madonna está sentada sobre un alto trono dentro de un nicho con cúpula en forma de concha de vieira (alusión de María como nueva Venus), con el Niño en las rodillas y hojeando un librito con él. El motivo de la concha también se repite en la base clasicista de mármol del trono. A los lados se encuentran los cuatro santos protectores de Florencia y de los "Ocho", a la izquierda Juan Bautista y Víctor, a la derecha Bernardo de Claraval y Cenobio. Estos componen un semicírculo de pie en torno al trono en posturas variadas.
Juan Bautista, con su apariencia de ermitaño flaco y barbudo vestido con la túnica corta de pelo de camello y la vara cruciforme, mira al espectador y hace con el brazo derecho un gesto indicativo hacia la Virgen, dirigiendo hacia ella la mirada del espectador. Como santo patrono de Florencia, se envuelve en un amplio manto rojo, que crea una mancha de color que se equilibra con la del manto azul de María en el centro (sobre el cual se aprecia una estrella sobre el hombro, antiguo atributo que recordaba a la estrella de la Epifanía) y la casulla morada (un color muy raro en la pintura de la época) con el forro amarillo de Cenobio al otro lado.
Detrás de Juan, Víctor, patrón del partido güelfo, porta una mitra obispal finamente decorada con oro, perlas y gemas, testimonio de la influencia flamenca y su énfasis en la exacta recreación de los materiales y brillos. Del otro lado, San Bernardo de Claraval sostiene un libro abierto que contiene la homilía de la Virgen que él mismo escribió y en donde también se aprecia la palabra MEDICA en honor a los Médicis, y delante Cenobio, patrono de la diócesis florentina, que es el que porta más rico atuendo, con una amplia casulla decorada con bordados dorados y perlas y un suntuosísimo báculo pastoral al que se anuda un velo trasparente, representado con gran virtuosismo; el broche sobre el pecho muestra la flor de lis roja, emblema heráldico de la ciudad. 
El rostro de María muestra similitud con obras de Leonardo da Vinci (especialmente en la inacabada Adoración de los Magos), que en el pasado llevó a hipotetizar con una posible intervención del genio del Renacimiento, excluida luego por la crítica posterior. Arriba vuelan dos ligerísimos ángeles sosteniendo a cada lado un ramo y guirnaldas de rosas (la flor mariana por excelencia), de los que cuelga la corona de María; en la parte superior finalmente se encuentra el escudo de armas de la Croce del Popolo, uno de los emblemas del municipio florentino, entre cintas doradas revoloteando nerviosa pero simétricamente, que quieren dar la impresión de colgar del techo, decorando la bóveda de cañón de la imaginaria sala.
Sobre el escalón de la base, donde se puede leer la fecha simulando un grabado sobre mármol, está posado de manera ilusionista un libro tapado con dos paños, rojo arriba y azul debajo, alusión a la actividad de la magistratura de los Ocho.